# 桃園臺地群

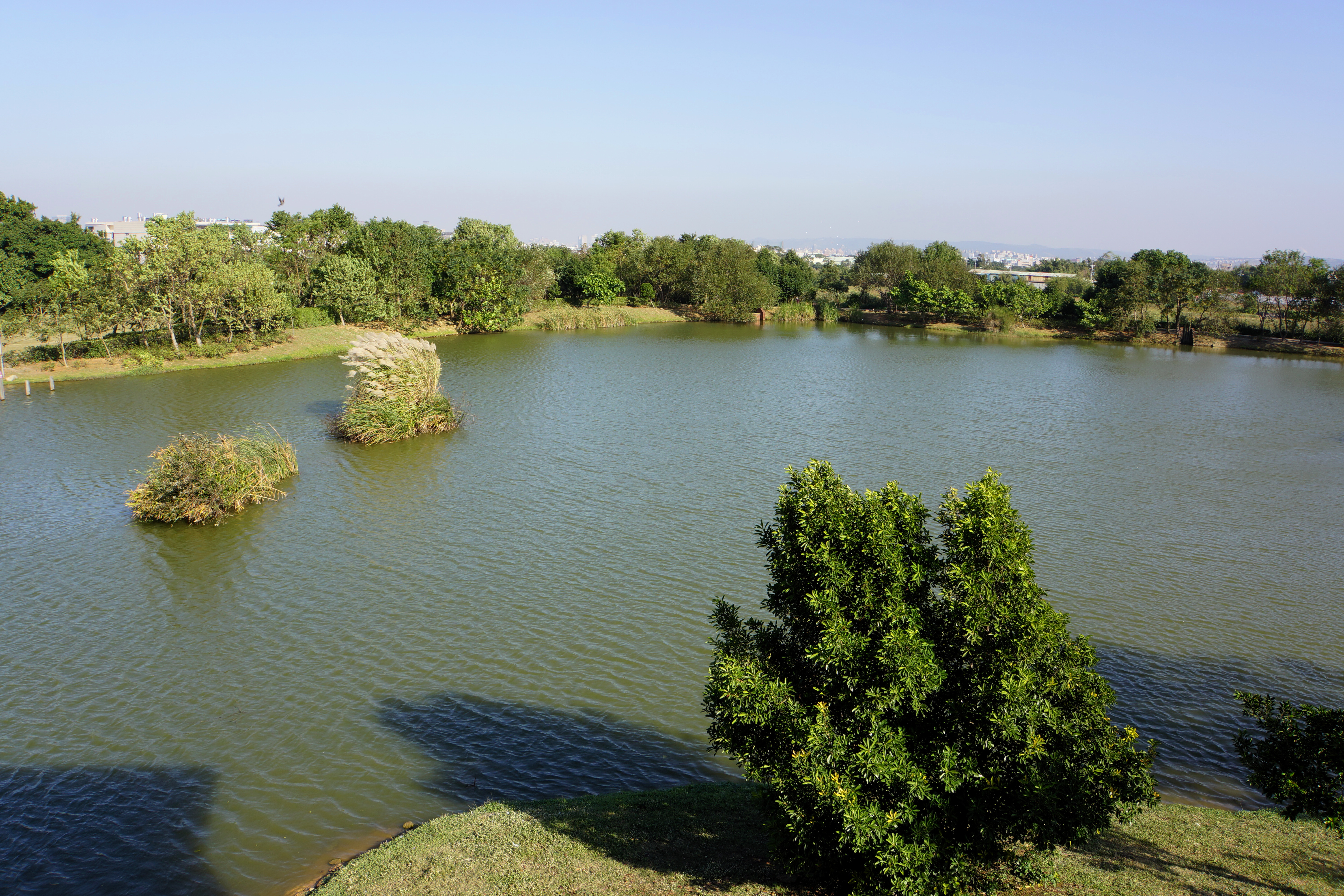
八德埤塘生態公園

桃園臺地群位於台灣西北部，北起新北市林口區，南迄新竹縣鳳山溪，東以大漢溪與雪山山脈相鄰，西至桃園、新竹間之海岸。桃園臺地群包含有桃園臺地、中壢臺地、平鎮臺地、伯公岡臺地以及湖口等臺地群。桃園市除了復興區屬雪山山脈外，其他地區皆屬桃園臺地群。歷史上亦稱桃澗平原、桃澗平野等。「桃園臺地陂塘」為文化部遴選之臺灣世界遺產潛力點之一。

## 開發歷史
桃園臺地群在清治時期時，是個土壤貧瘠的農業區。由於缺乏大河川可以灌溉，以及海風所帶來的風沙的影響，農業收成並不好，開發也較晚。居民們為了灌溉，挖埤塘來蓄水，造成桃園臺地群水塘遍佈的景象，桃園地區埤塘最多曾達8,846個，贏得「千塘鄉」的美稱。有埤塘的地方就有聚落，蓄水灌溉，養魚休閒，甚至是風水景觀兼具，因此，昔日桃園農漁牧興盛，物產富饒，造就了桃園的「埤塘文化」。但由於都市化的關係，埤塘漸漸填平成為市區。日治時期桃園大圳及戰後石門水庫的興建，解決了桃園臺地群的灌溉問題。2009年，由文建會成立之「世界遺產推動委員會」於八月召開會議，將屬於桃園臺地群之埤塘列為申報世界文化遺潛力之一景點。
桃園台地則因地勢較低，侵蝕少，地勢平坦，成為北部地區最重要的稻米產地，而桃園國際機場、觀音工業區及大園工業區即利用桃園台地廣大而平坦的台地修建而成。由於台灣桃園國際機場和臺北市的帶動，工業區紛紛設立。今日的桃園臺地群，已成為北台灣重要的工業區和農業區，人口二百多萬。

## 地理

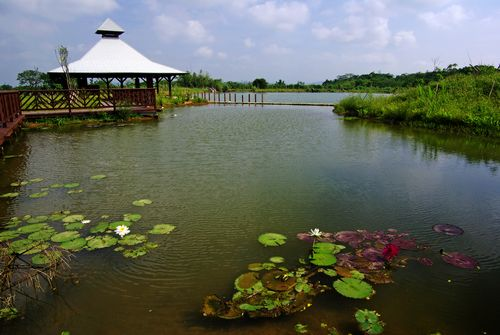
八德埤塘生態公園

桃園中壢台地範圍自淡水河流域以西至鳳山溪，包括桃園、中壢、平鎮及湖口等台地，以及沿海之小型沖積平原，沖積扇面被南崁溪、埔心溪等扇面上之放射河系切割成為一個合成台地。桃園台地群皆為臺灣地質學上第四季台地之一部分，其中以桃園台地所佔的面積最大，這些台地地形早期都是各大河川在流出山地時堆積成的廣大沖積扇，後來受造山運動影響，地殼慢慢抬升而形成現今的地形。桃園地區各台地分布有廣泛之紅土層，紅土因質密，故地面水不易入滲，此即為桃園地區地下水涵養不豐之主因之一。
在台北盆地形成前，古大漢溪和古新店溪是獨立入海的兩條河，大漢溪自源地以降，河道多有曲折，在石門以上呈東西走向。早在台北地區還是一片山地時，大漢溪在石門流出山區後，就直接由石門直接向西逕流入海。台北下陷成盆地後，古新店溪轉往北流，同時加速了上游的向源侵蝕作用，源頭逐漸向南切割山谷，於是越來越靠近山谷另一邊的古大漢溪。大約在三萬年前，於石門發生河川襲奪，古新店溪切穿山谷，地勢較低的古新店溪將古大漢溪襲奪，大漢溪於石門附近直角轉彎，下游的大漢溪改道北流，轉向北北東流入台北盆地，現今的桃園台地群是大漢溪被襲奪前所堆積的古石門沖積扇。

### 桃園台地
桃園台地為古石門合成沖積扇之一部份，台地係由大漢溪挾帶之沉積物堆積而成，台地以100公尺左右之台地崖與較高之林口台地相接，並以10~20公尺之台地崖（標高約250公尺）與南邊較高之中壢台地相接，桃園區即座落於此台地之上。桃園台地南由石門之北北西約1公里處起，大致向北北西，成弧形之帶狀分布，地形面亦向北緩緩傾斜，東西寬約6.3公里，南北長約31.5公里，面積約1,090平方公里。

### 中壢台地
中壢台地位於桃園台地南鄰，佔古石門沖積扇之大部分。本台地東南較高，最高點在石門附近之三角林及石鍊子，高度約250公尺，向西北逐漸降低，至西北之海岸為止，其平均高度約100公尺，台地傾斜度約為1/142。許多放射狀小溪流於其上，此等小溪源於本區東南部，雨季才有流水，可能與南崁溪、埔心溪一樣係因遭襲奪而成之斷頭河。

### 平鎮台地
平鎮台地位於平鎮之西北方，呈不完整之扇形台地，最高點偏於台地之東南隅，高度在215公尺以上，台地南部之等高線大致呈北偏東60~70度，向西北逐漸降低。

### 伯公岡台地
伯公岡臺地是位於楊梅區西北部的單面山臺地，臺地的南面是活動構造所造成的地形陡崖，但向北則是緩斜的地形，包含富岡臺地及長岡嶺臺地。長岡嶺南有縱貫公路東西向通過，北有縱貫鐵路東西向通過。

### 湖口台地
湖口台地位於楊梅湖口新豐一線之南方，呈一直角三角形，東北角位於平鎮南方1,400公尺，東南角位於石門西北約2公里之石鰍子附近，而西角為新豐坑子口山西方之海岸。北緣以80公尺以下之台地崖接楊梅、湖口間地溝狀縱谷台地，東緣以70公尺以下之台地崖與中壢台地相接，南緣以約200公尺之台地崖與關西新坑山腳間之鳳山溪河床相接，本台地包括店子湖、銅鑼圈及關西等地形面。